# Dischidodactylus colonnelloi
Dischidodactylus colonnelloi là một loài ếch trong họ Leptodactylidae. Chúng là loài đặc hữu của Venezuela.
Môi trường sống tự nhiên của chúng là các khu rừng vùng núi ẩm nhiệt đới hoặc cận nhiệt đới.